# Spare Me the Details
„Spare Me the Details“ je píseň americké punk rockové skupiny The Offspring. Píseň je desátou skladbou jejich sedmého studiového alba Splinter (2003) a v roce 2004 vyšla jako samostatný singl pouze pro Austrálii a Nový Zéland.

## Seznam skladeb
1. „Spare Me the Details“ - 3:24

## Greatest Hits
Píseň byla zařazena jako patnáctá skladba na australskou verzi alba Greatest Hits (2005).